# Topotéka
A topotéka olyan virtuális dokumentum-gyűjtemény, amely egy településsel, településrésszel vagy akár egy helyi közösséggel kapcsolatos fényképeket, dokumentumokat, hangfelvételeket és más archív anyagokat hivatott megőrizni és bemutatni. A topotéka fontos tulajdonsága, hogy a benne fellelhető dokumentumok változatos szempontok szerint kereshetők, indexelhetők és el vannak látva (illetve elláthatók) pontos lokalizációval.
A topotéka célja, hogy magánkézben őrzött, a helyi közösség múltjáról és jelenéről tanúskodó dokumentumokat tegyen az adott közösség minden tagja számára hozzáférhetővé, úgy, hogy közben az anyag szakszerű módon történő rendezése is megvalósul. Felülete lehetőséget biztosít arra, hogy egy helyen váljék elérhetővé minél több olyan emlék, amely az adott település vagy közösség történetéhez vagy mai életéhez kapcsolódik. Platformja hasonlít más online fotógyűjteményekhez, de kulcsszavak, dátumok illetve földrajzi elhelyezkedés (georeferálás) szerint is lehet keresni a már feltöltött anyagok között, ugyanakkor megfelel a nemzetközi levéltári szabványnak (ISAD(G)) is.
A topotékák ötlete az osztrák Alexander Schatektől származik, így az első topotékák Ausztriában jöttek létre. 2019 szeptemberére már tizenkét ország 260 települése, közössége létesített ilyen gyűjteményt, ebből 12 magyarországi. A legtöbb topotékát Ausztriában jegyzik. Az összes fokozatosan bővülő közös hálózatot képez, mely a  http://topotheque.eu/ oldalon érhető el.

## Topotékák Magyarországon
Hazánkban a 2016. június 18-án Berettyóújfaluban indult útjára az első topotéka, melyet 2019 szeptemberéig további 11 követett:: Budafok, Városliget, Józsefváros, Solymár, Székesfehérvár, Bodajk, Műegyetem, Eger, Kaposvár, Szolnok, Veszprém.  A magyarországi topotékák működését Budapest Főváros Levéltára koordinálja, egy európai uniós pályázat keretében.